# Ефи (Минесота)
Ефи (енгл. Effie) град је у америчкој савезној држави Минесота.

## Демографија
По попису из 2010. године број становника је 123, што је 32 (35,2%) становника више него 2000. године.
| Група             | 2000.      | 2010.       |
| Белци             | 88 (96,7%) | 118 (95,9%) |
| Афроамериканци    | 0 (0,0%)   | 1 (0,8%)    |
| Азијати           | 2 (2,2%)   | 2 (1,6%)    |
| Хиспаноамериканци | 1 (1,1%)   | 0 (0,0%)    |
| Укупно            | 91         | 123         |